# Drakula halott és élvezi
A Drakula halott és élvezi (Dracula: Dead and Loving It) 1995-ös amerikai filmvígjáték, Mel Brooks rendezésében. A főszerepben Leslie Nielsen és Peter MacNicol láthatók. A film az 1931-es, illetve az 1992-es Drakula című filmek paródiájaként készült; hossza 90 perc.
1995. december 22-én mutatták be az Egyesült Államokban. Egy évvel később, 1996-ban a filmzene is megjelent, album formájában. Külföldön DVD-n is kiadták, különféle extrákkal.
A film ugyanazt a történetet követi, mint az alapműnek számító könyv és a korábbi filmek, csak itt humoros, parodisztikus formában. A humort főleg az szolgáltatja, hogy Drakula, illetve a főszereplők ügyetlennek vannak ábrázolva.

## Szereplők
| Szereplő                  | Színész            | Magyar hang            |
| ------------------------- | ------------------ | ---------------------- |
| Drakula gróf              | Leslie Nielsen     | Sinkovits Imre         |
| R.M. Renfield             | Peter MacNicol     | Józsa Imre             |
| Jonathan Harker           | Steven Weber       | Sinkovits-Vitay András |
| Mina Murray               | Amy Yasbeck        | Spilák Klára           |
| Lucy Westenra             | Lysette Anthony    | Kocsis Judit           |
| Dr. Jack Seward           | Harvey Korman      | Dobránszky Zoltán      |
| Martin                    | Mark Blankfield    | Forgács Gábor          |
| Essie                     | Megan Cavanagh     | Némedi Mari            |
| Sykes                     | Clive Revill       | Buss Gyula             |
| Dr. Abraham Van Helsing   | Mel Brooks         | Velenczey István       |
| Ouspenskaya asszony       | Anne Bancroft      | Szabó Éva              |
| Paraszt a kocsin          | Avery Schreiber    | Horkai János           |
| Parasztasszony a kocsin   | Cherie Franklin    | Győri Ilona            |
| Kocsis                    | Ezio Greggio       | Várkonyi András        |
| Kocsmáros                 | Chuck McCann       | Kardos Gábor           |
| Jegyszedőnő               | Leslie S. Sachs    | Antal Olga             |
| Jóképű hadnagy a bálon    | Matthew Porretta   | Koncz István           |
| Őr                        | Rudy De Luca       | Pataki Imre            |
| Nővér                     | Jennifer Crystal   | Bíró Anikó             |
| Woodbridge                | Gregg Binkley      | Seszták Szabolcs       |
| Szerelmes lány a pikniken | Cindy Marshall-Day |                        |
| Szerelmes fiú a pikniken  | Ben Livingston     |                        |

## Fogadtatása
A film 30 millió dollárból készült, és 10,7 millió dolláros bevételt hozott. Kritikai és pénzügyi szempontból bukásnak számított az alkotás, sokan gyengének, gyerekesnek és erőltetettnek találták a humort. A Rotten Tomatoes-on 11%-ot ért el a film, és tíz pontból jelenleg hármasra van értékelve. A többi kritikus sem volt nagyvonalú, sokan úgy találták, hogy ez az alkotás csak megcsúfolása az eredeti történetnek, kiemelve, hogy csak a Mel Brooks-rajongók fogják élvezni a filmet. A kritikusok szerint a film nagy része unalmas, és nem lehet olyan jót nevetni rajta, mint ahogy egy ilyen kaliberű filmtől elvárható.